# Dysmicoccus dactylus
Dysmicoccus dactylus är en insektsart som beskrevs av Miller och Mckenzie 1971. Dysmicoccus dactylus ingår i släktet Dysmicoccus och familjen ullsköldlöss. Inga underarter finns listade i Catalogue of Life.